# Históricamente incorrecto
 Históricamente incorrecto, en francés Historiquement incorrect, es un ensayo histórico escrito por Jean Sévillia en el año 2003 con el objetivo de acabar con lo que define como pasado único (paráfrasis de pensamiento único, como el título de su obra es paráfrasis de políticamente incorrecto). Ha abierto en Francia una polémica intelectual sobre la hegemonía y las formas del pensamiento de la izquierda.

## Elfeudalismo
Plantea si es correcta la imagen de un mundo medieval donde una casta cruel esclaviza a un pueblo embrutecido por el miedo que acude forzada a la sala de torturas del siniestro castillo.

«La Edad Media no era oscurantista. Cuando veo el impacto de las sectas entre nuestros contemporáneos, me pregunto dónde está el oscurantismo.»

## Las cruzadas
Un cristiano de la Edad Media no puede soportar el dejar de tener la libertad de ir a orar sobre la tumba de Cristo, para ello exige liberar los Santos Lugares.

"« Lo que más ha honrado la razón humana es la locura de las Cruzadas  . »."

## LosCátaros

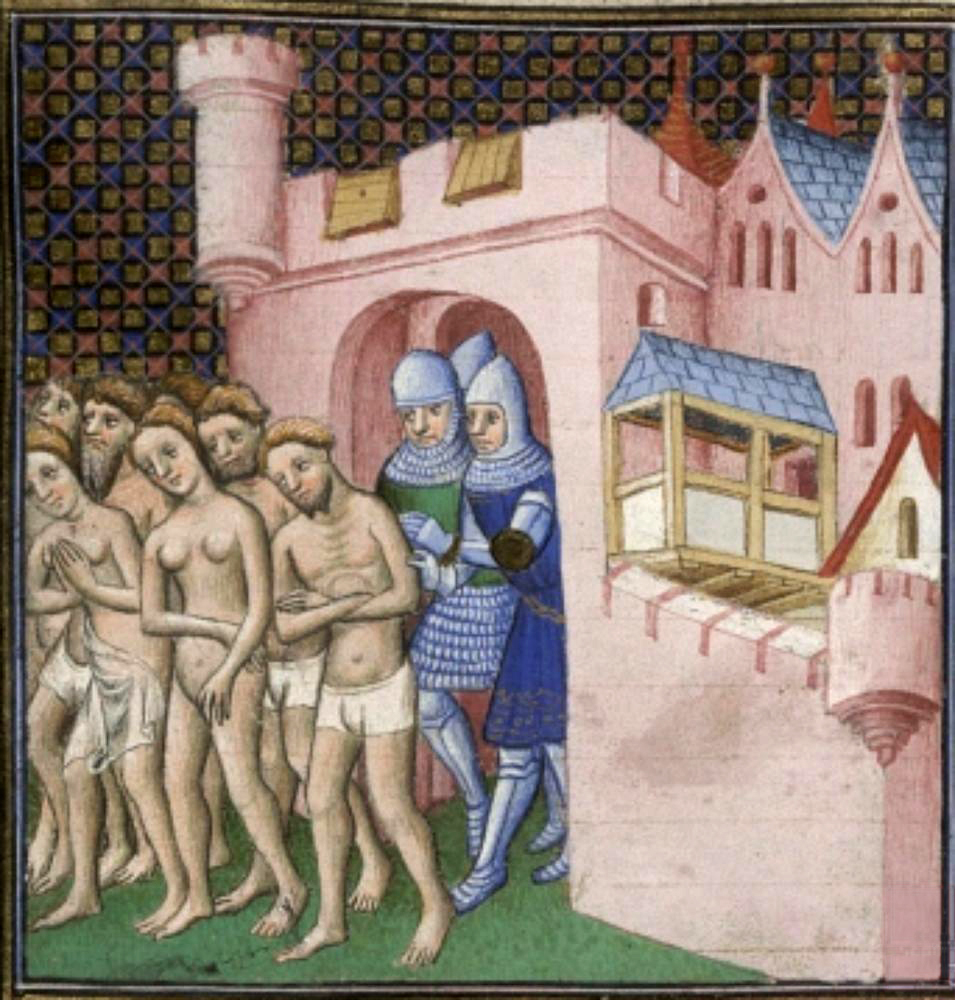
Expulsión cátara de Carcasona

Considerados como secta peligrosa al negar el fundamento del orden feudal, observando ritos iniciáticos y obedeciendo a una jerarquía secreta. En una época en que la libertad de conciencia era inconcebible, la herejía debía ser combatida, ya que suponía la ruptura del nexo social.

"« ¿Qué época mejor que La nuestra puede comprender La Inquisición medieval, con La condición de que traslademos el delito de opinión del campo religioso Al político? »."

## La España de losReyes Católicos

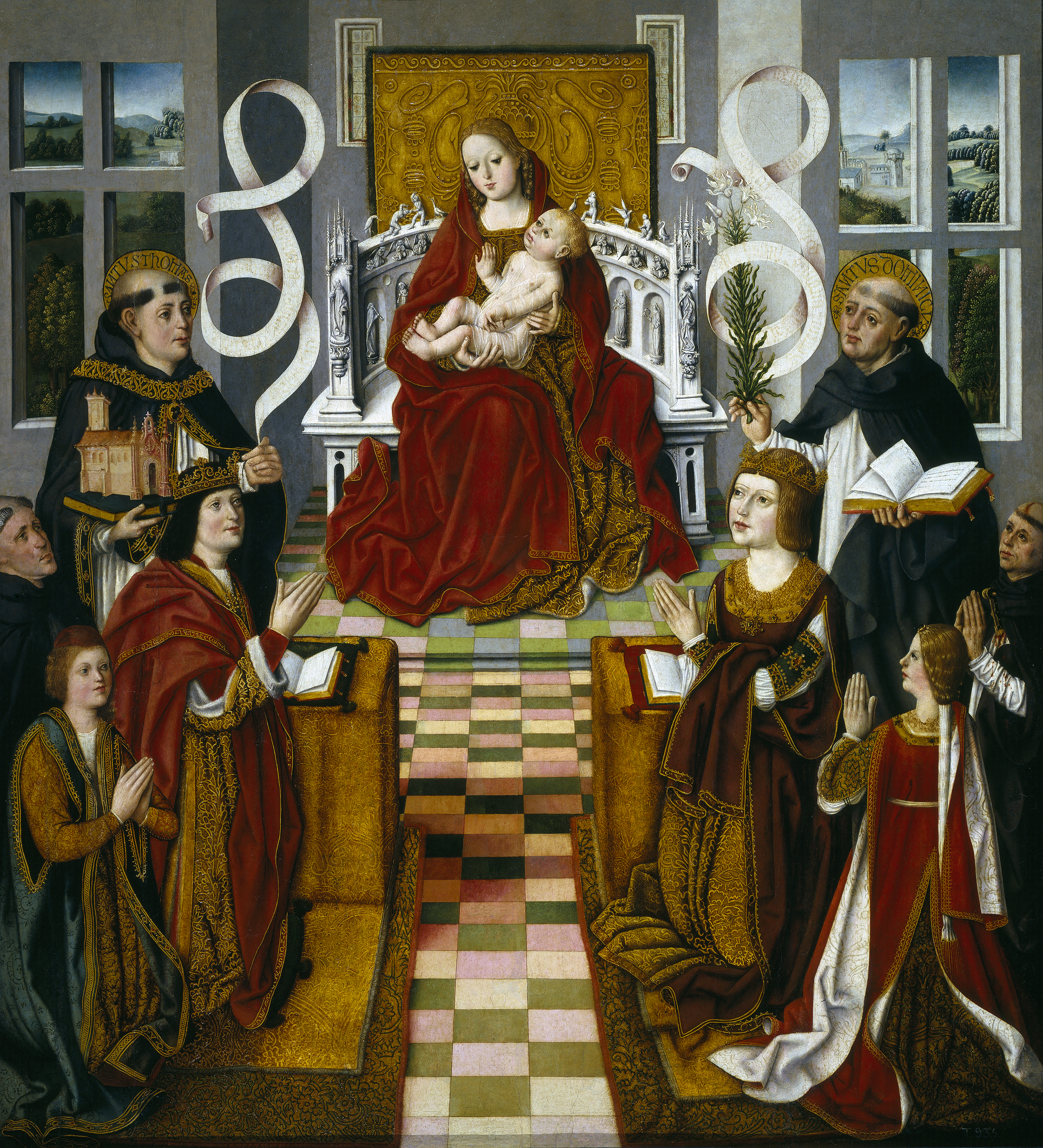
La Virgen de los Reyes Católicos, pintada entre 1491 y 1493; Fernando y el infante Juan a la derecha de la Virgen (con el inquisidor), Isabel a la izquierda

Plantea tres preguntas ¿eran racistas Fernando e Isabel? ¿La Reconquista marcó el fin de la tolerancia que había reinado en la España musulmana ? ¿Acaso la colonización española en América fue el preludio de la esclavitud en el tercer mundo?

## Crítica
En esta obra pone en cuestión la interpretación que califica de extemporánea o históricamente correcta que asocia al denominado pensamiento único que domina nuestra época. Pretende desmantelar las imágenes tópicas que se tienen sobre ciertos episodios de la historia y que resultan ininteligibles fuera de un contexto determinado. Denuncia a los medios de comunicación por difundir esa ideología, y a la escuela por formar parte de planes de estudio oficiales. Esa historia, según mantiene Jean Sevillia, estaría trucada, falsificada y manipulada. Defiende que no se puede interpretar el pasado con la mentalidad de hoy: eso imposibilitaría comprender la historia en temas tan importantes como el oscurantismo, el imperialismo, el colonialismo, el racismo o el sexismo. Apoyándose en otras fuentes, se atreve a revelar un punto de vista “incorrecto” en contra de lo establecido. Repasa así algunos de los acontecimientos y etapas más controvertidos de la historia europea, según él para romper con el “pasado único” que se querría imponer y facilitar el volver a amar la Historia.